# ВС Школьный Линукс
ВС Школьный Линукс — дистрибутив Linux, базирующийся на дистрибутиве Kubuntu и разработанный в 2007 году компанией ОАО «ВНИИНС» для российских общеобразовательных учреждений в рамках проекта «Информатизация системы образования» Национального фонда подготовки кадров. «Школьный Линукс» отличается от Kubuntu более качественной русификацией и более качественной работой WINE с продуктами 1С, в частности «1С:ХроноГраф Школа 2.5».
«ВС Школьный Линукс» поставляется в двух вариантах: для рабочей станции и сервера. Серверная версия называется «ВС Школьный сервер» и была разработана ОАО «ВНИИНС» совместно с Linux-Ink. Она основана на дистрибутиве Debian Linux. Обе версии были разработаны по заказу компании «Verysell Проекты».
Основным репозиторием является репозиторий Ubuntu.